# Луј Бастјен
Луј Бастјен (фр. Louis Bastien; Париз 26. октобар 1881 — Шатору, 13. август 1963) бивши је француски бициклиста и мачевалац, са почетка 20. века, чија је специјалност био бициклизам, али се такмичио и у борби мачем.

## Спортска биографија
Године 1900. постао је светски првак у аматерском бициклизму у дисциплини трка са мотором.
Учествовао је на Олимпијским играма 1900. одржаним у Паризу. Освојио је златну медаљу у трци на 25 километара. Поред бициклизма учествовао је у дисциплини мач појединачно. У првом колу био је трећи у групи и није успео да се пласира за даље такмичење.